# Natural Branding
Natural Branding (englisch ‚natürliches markieren‘) ist ein Marketingbegriff für die Laserbeschriftung von Obst und Gemüse. Die Waren werden dabei direkt beschriftet anstatt sie auf der Verpackung zu kennzeichnen.

## Anwendung

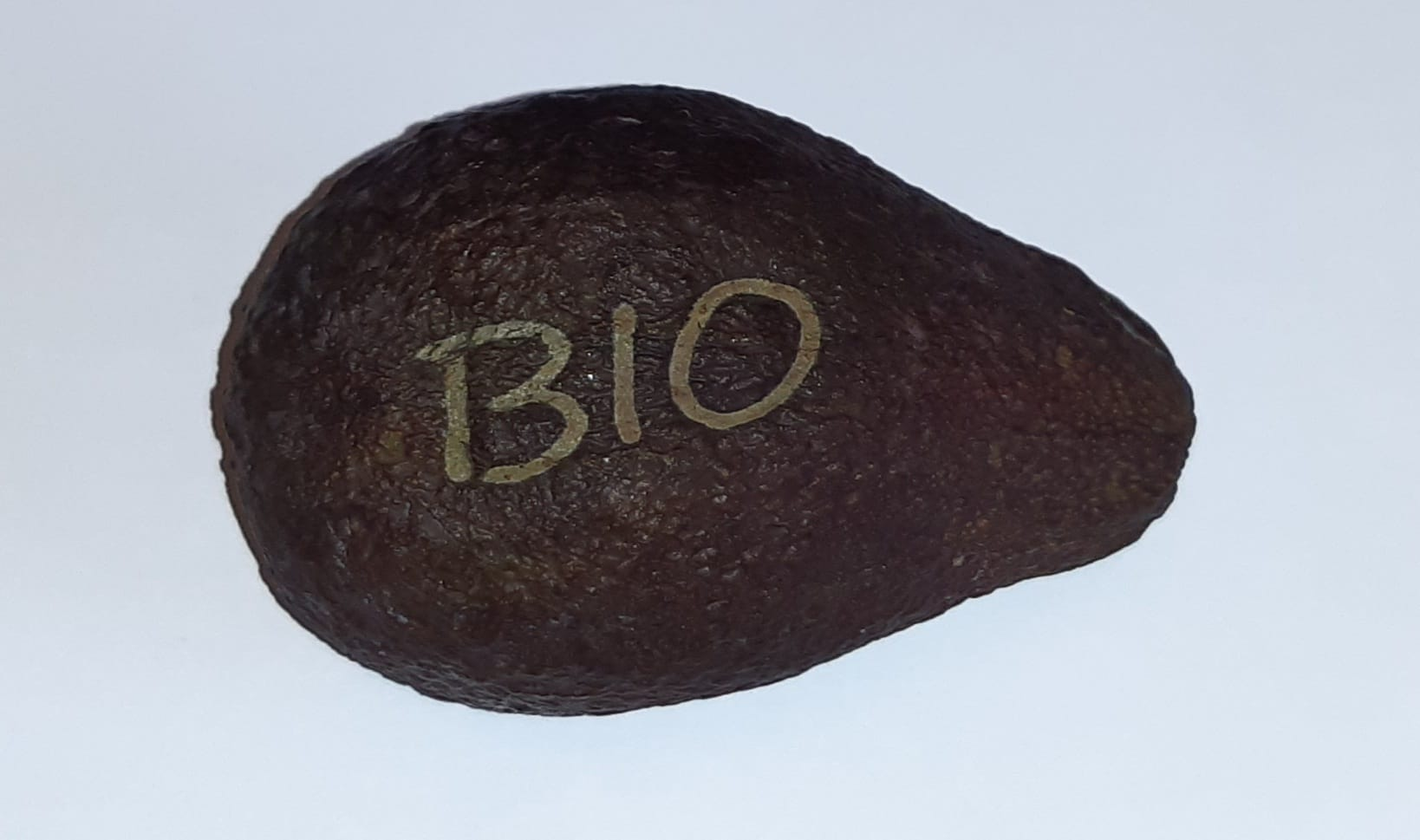
Natural-Branding-Kennzeichnung einer Avocado

Das Verfahren verbindet steigende Biovorgaben und Kennzeichnungspflichten einerseits, und das Vermeiden von Verpackungsmaterialien im Sinne der Nachhaltigkeit andererseits. Besonders bei den hohen Anforderungen im Bereich der Bio-Kennzeichnung stellt Natural Branding eine Lösungsvariante etwa für Obst- und Gemüsesorten dar. Diese direkt beschrifteten Lebensmittel können dann weiterhin als lose Ware angeboten werden.

## Verfahren

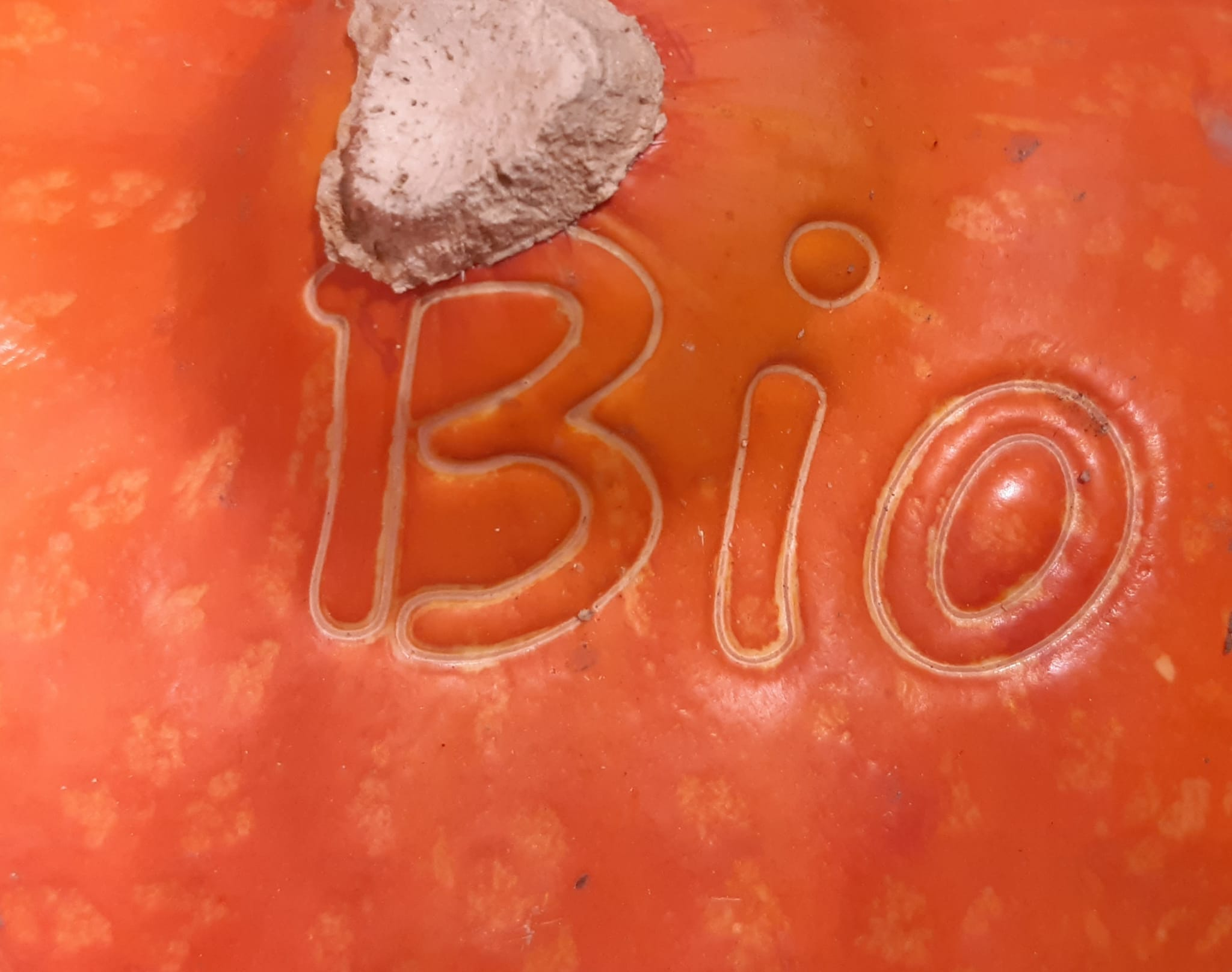
Natural-Branding-Kennzeichnung eines Kürbisse

Es kann komplett auf die Verwendung bedruckter Verpackungsmaterialien und Aufkleber verzichtet werden. Im Unterschied zum Direktbedrucken werden auch keine Chemikalien aufgebracht, das Etikett wird mittels Laserlicht direkt auf das Produkt aufgebracht. Das Licht trägt zum Beispiel bei Früchten Pigmente der äußeren Schalenschicht ab, ohne die Lebensmittel hinsichtlich Haltbarkeit und Geschmack sowie deren Konsistenz zu beeinflussen. Das aufgebrachte Label ist nicht mehr zu entfernen.
Verwendet werden typischerweise Kohlendioxidlaser. Aufgrund des hohen Automatisierungsgrades lassen sich Laserzeiten pro Produkt von 0,3 Sekunden erreichen. Durch die spezielle Optik des Lasers lassen sich Höhenunterschiede von bis zu 50 mm (±25 mm) automatisch ausgleichen. Aufgrund der großen Vielfalt an Frucht- und Gemüsesorten sowie deren Eigenheiten im Bezug auf Form, Farbe, Größe und Konsistenz sind Maschinentypen mit komplexer Software ausgestattet, um flexibel auf Änderungen der Charge, des individuellen Labels oder Unterschiede im Produkt reagieren zu können.

## Lebensmittelzusatzstoffe
Das Natural Branding kann auch bei pflanzlichen Lebensmitteln hilfreich sein, bei denen das bloße Verätzen der Oberfläche nicht zur dauerhaften Kennzeichnung ausreicht. In diesem Fall wird nach der Depigmentierung ein sogenannter Kontrastverstärker aufgetragen. Dieser reagiert mit freigesetzten Komponenten aus der Epidermis, wodurch es zu einem Farbunterschied zur unbehandelten Oberfläche kommt.
Dieser Lebensmittelzusatzstoff wird nur auf der Schale aufgetragen, die in der Regel nicht verzehrt werden sollte. Zudem werden so kleine Mengen verwendet, dass angenommen wird, dass der Kontrastverstärker nicht in das Lebensmittel eindringt. Die Verwendung gilt somit als gesundheitlich unbedenklich.